# Михаил Алексејев
Михаил Васиљевич Алексејев (рус. Михаил Васильевич Алексеев; 3/15. новембар 1857 — 25. септембар/8. октобар 1918) је био руски војсковођа, учесник Руско-турског рата (1877−1878) и Руско-јапанског рата (1904−1905), а у Првом светском рату је био начелник штаба армије Југозападног фронта, главнокомандујући армијама Северозападног фронта, начелник штаба Врховног командовања (од августа 1915).
У Руском грађанском рату је припадао Белом покрету и предводио је Добровољачку армију.

## Каријера
У руско-јапанском рату 1904-1905. био је начелник оперативног одељења, а затим начелник штаба 3. армије. У почетку Првог светског рата био је начелник штаба Југозападног фронта, од априла 1915. командант Северозападног фронта, а од августа начелник штаба врховне команде. После абдикације цара Николаја II, марта 1917, Привремена влада поставила га је за врховног команданта. Као војни саветник владе (од јуна 1917) заузео је непријатељски став према радничким совјетима и бољшевицима. После октобарске револуције 1917. повукао се у Донску област и поред Корнилова и Дењикина постао један од главних вођа контрареволуције.

## Смрт
Умро је 25. септембра, односно 8. октобра 1918. године од упале плућа. Најпре је сахрањен у Екатеринском сабору у Краснодару. На захтев његове супруге, белоармејци су посмртне остатке понели са собом у емиграцију 1920. године, да гроб не би био оскрнављен од стране бољшевика.
Посмртни остаци генерала Алексејева су тако сахрањени на Новом гробљу у Београду. За време комунистичке владавине у Југославији, надгробна плоча је замењена скромним обележјем на којем је писало само "Ратник Михаил".
Ново обележје на његовом гробу је постављено 12. септембра 2010. године, на руском језику: "Алексеев Михаил Василевич 1857-1918, главнокомандующи всеи русскои армеии - Белого движения при императоре Николае II".